# Orcinas
Orcinas é uma comuna francesa na região administrativa de Auvérnia-Ródano-Alpes, no departamento de Drôme. Estende-se por uma área de 5,27 km². Em 2010 a comuna tinha 40 habitantes (densidade: 7,6 hab./km²).